# 拉斐德侯爵
拉斐德侯爵馬里-约瑟夫·保罗·伊夫·罗克·吉尔贝·迪莫捷（法語：Marie-Joseph Paul Yves Roch Gilbert du Motier, Marquis de La Fayette，法語發音：[lafajɛt]；1757年9月6日—1834年5月20日），贵族出身的法国将军、政治人物，同時參與過美國革命與法國革命，被譽為「兩個世界的英雄」（héro de deux mondes）。他一生致力於各國的自由與民族奮鬥事業，晚年還成為1830年法國七月革命的要角，親手把大革命的三色旗披在新國王路易腓力身上。

## 生平
拉法葉生於奧弗涅行省（今上盧瓦爾省）沙瓦尼亞克城堡一貴族家庭。吉爾貝·莫捷·德·拉法葉是他的亲戚，而且同名。1771年在巴黎普莱西中学（collège du Plessis）毕业后入伍。1775年晋升骑兵上尉。

### 美國獨立戰爭

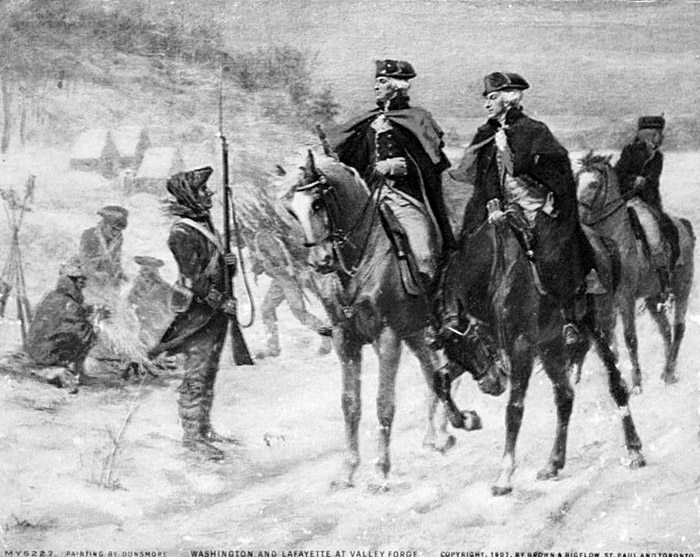
华盛顿和拉法葉侯爵在福吉谷

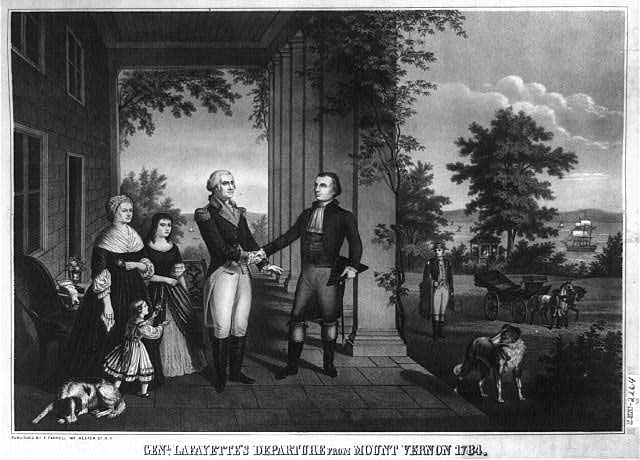
1784年，拉法葉侯爵和华盛顿在弗农山庄

1775年，美国独立战争开始。拉法葉认为“美国的独立，将是全世界热爱自由人士的福祉”。1777年，拉法葉自备战舰，募集人员，参加美国独立战争，与美洲殖民地人民共同抗擊英軍。1779年，离开美国，回到法国。一年后，拉法葉说服法國王室让他带六千名法军前往美国参战。1780年，任喬治·华盛顿前卫部队司令。五个月后，英军总司令投降。美国成为一个独立的国家。

### 法國大革命
拉法葉侯爵在三級會議身為第二級（貴族）議員，支持第三級（平民）議員爭取平等自由的權利。革命獲得初步勝利後，拉法葉傾向較和緩的君主立憲制，而與激進派對立。拉法葉在法王出逃後，負責護送法王回到巴黎，引起國民議會中的左派不滿。之後處死法王的演說在戰神廣場招開，卡米耶·德穆兰和乔治·雅克·丹东兩人的演說引發了騷動，拉法葉受命平息騷動，率領國民衛隊前往戰神廣場，在往上發數槍後，拉法葉下令槍口朝向群眾，戰神廣場慘案爆發，拉法葉聲望一落千丈。1792年8月，激進革命派力量坐大，拉法葉於是嘗試航行到美國，但被奧地利政府逮捕囚禁，到1799年才返回法國，從此不問政治。
1824年他曾作為美國國家客人訪問美國，受到盛大歡迎。1830年以高齡參加七月革命，支持奥尔良公爵路易-菲利普三世即位，在市政廳前，拉法葉站在那準備迎接路易·菲利普，並將他帶入大廳，然而市民們仍對路易·菲利普有疑慮，於是拉法葉抓了共和旗的一角，並將另一角給路易·菲利普，並擁抱在一起，底下的市民們歡聲雷動，而拉法葉的崇高聲望救了路易·菲利普。他在世時成為美國公民，並於2002年獲得美國榮譽公民資格。

## 影響
因為拉法葉侯爵贊成革命，引起許多被迫附庸國（如當時的波蘭、愛爾蘭等）革命運動持續不斷，直到近代獨立為止。為了紀念拉法葉侯爵，歐洲各國和美國首都華盛頓特區、紐約州等地都有一條「拉斐特」路，僅次於主幹道。
1876年，由旅居纽约的法国人出资，纽约自由女神像的法籍设计师弗雷德里克·奥古斯特·巴托尔迪亲自设计、雕刻拉法葉侯爵，并竖立在联合广场公园至今。
1943年以前，上海复兴中路在法租界原名为辣斐德路，并建有辣斐大戏院以纪念拉法葉侯爵。2014年，在原址改建的拉法葉艺术设计中心。
第一次世界大戰時，美國遠征軍總司令約翰·潘興進入巴黎後，據說他曾經過拉法葉的墓前，並說「拉法葉，我們來了」，然而這句話事實上是其副官查爾斯·斯坦頓所說。
而法國政府為了紀念拉法葉侯爵的貢獻，將新型先進巡防艦級名為「拉法叶級巡防艦」，中華民國海軍亦有數艘，由法國售予。